# Mussy-sur-Seine
Mussy-sur-Seine è un comune francese di 1 191 abitanti situato nel dipartimento dell'Aube nella regione del Grand Est.

## Società

### Evoluzione demografica
Abitanti censiti